# Hauluoto
Hauluoto är en ö i Finland. Den ligger i Skärgårdshavet och i kommunen Nådendal i den ekonomiska regionen  Åbo ekonomiska region i landskapet Egentliga Finland, i den sydvästra delen av landet. Ön ligger omkring 35 kilometer väster om Åbo och omkring 180 kilometer väster om Helsingfors.
Öns area är 15,1 hektar och dess största längd är 0,9 kilometer i öst-västlig riktning. Ön höjer sig omkring 10 meter över havsytan.